# 十進化時間

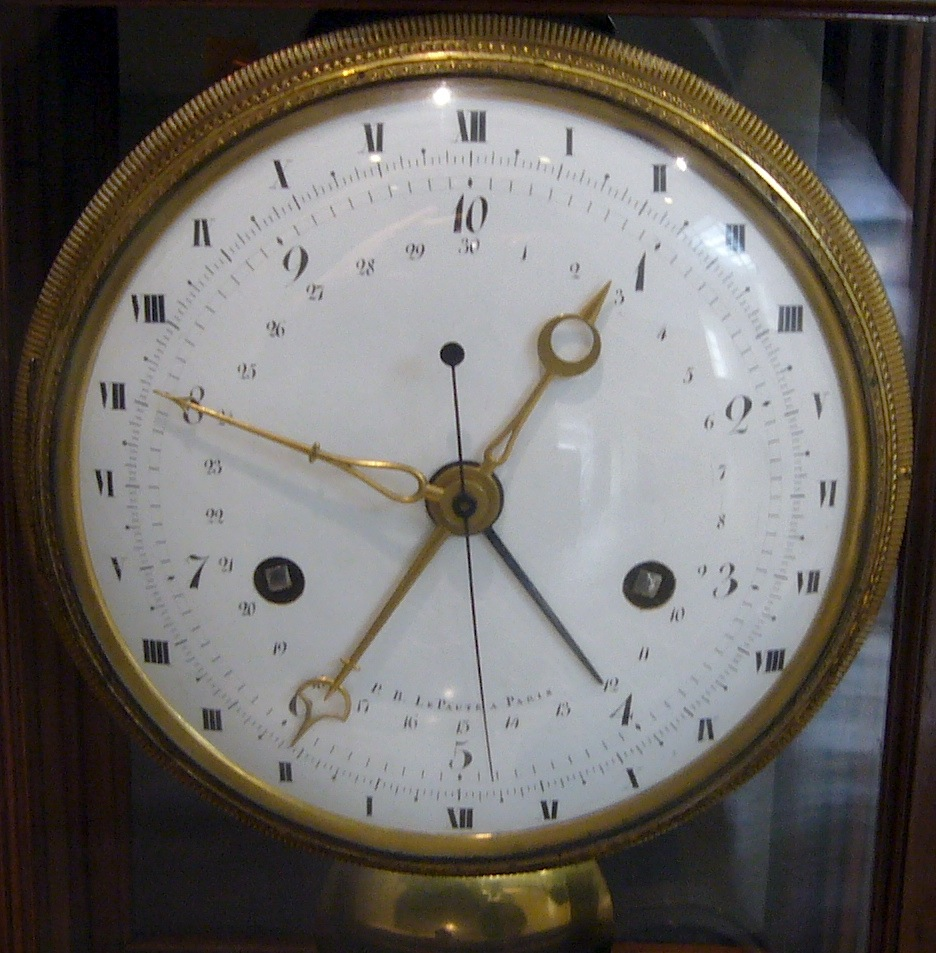
フランスで使用された十進化時間による時計

十進化時間（じっしんかじかん）とは、単位を十の累乗数ごとに設定した時間や時刻の体系である。

## 概要
現在世界で広く使用されている時間の単位は、360を30と12の積に分解した物で、12の倍数、30の倍数、六十進法に基づいている。すなわち、1年は概ね360日で12か月、1か月は概ね30日、1日は24時間、1時間は60分、1分は60秒である。
十進数に慣れていると、「1年は12か月」「1日は24時間」で4の倍数や6の倍数が端数になり易く、3分割が難しい上に、4分割も2桁が必要になり、「520秒は何分か」「1時47分から5時24分までは何分あるか」といった時間の計算は難しい。そこで、10の冪乗で単位を設定すれば、時間の計算が易しくなる。例えば1分を十進数の100秒とすれば、520秒が5.2分（5分20秒）であることはすぐに判る。

## 中国
刻は、漢字文化圏で使用される時間・時刻の単位である。様々な長さの「刻」があり、同じ時代の同じ地域でも、複数の「刻」が並用されていた。別に、1日を百等分する「刻」もあった。1日は86400秒であるので、1刻は864秒（14分24秒）に相当する。なお、「刻一刻」の「刻」はこちらの意味である。

## フランス革命暦
通常、「十進化時間」と言った場合は、フランス革命直後のフランスで導入された、フランス革命暦の時間の単位を指す。人類の歴史の中で、十進化時間が公式の単位として採用されたのは、フランス革命暦のみである。正確には、古代中国で1日を100等分する刻という単位が使われていたが、これは上記のような経緯で導入されたものではない。
フランス革命中の1793年10月5日、十進化時間が提唱された。これは、1日を10等分し、それぞれの分割を100等分、それをさらに100等分するというものであった。これにより、正午は5時、子夜は10時となる。1793年11月24日（共和暦2年霜月4日）、それぞれの分割に名前がつけられ、2つ目の分割（1/1000日）をminute décimale（英: decimal minute、十進化分）、3つ目の分割（1/100000日）をseconde décimale（英: decimal second、十進化秒）とした。
フランスでは、1から10までの十進化時間の目盛りと、1から24までの十進表記による従来の時間の目盛りの、両方が表示された時計が作られるなどしたが、結局十進化時間は普及しなかった。1794年9月22日（共和暦3年）に十進化時間が公式に導入されたものの、1795年4月7日（共和暦3年芽月18日）には廃止された。なお、十進化時間の廃止は、メートル法を導入する法律の中で行われたものである。
フランスではその後、1897年にも十進化時間の導入が検討されたが、却下されてその計画は1900年に中止された。

### 換算
- 1 十進化秒 = 86,400/100,000 = 0.864 秒
- 1 十進化分 = 1,440/1,000 = 1.44 分 = 1 分 26.4 秒 = 100 十進化秒
- 1 十進化時 = 24/10 = 2.4 時間 = 2 時間 24分

- 1 秒 = 1.15740740 十進化秒
- 1 分 = 69.4444 十進化秒 = 0.694444 十進化分
- 1 時間 = 4,166.67 十進化秒 = 41 十進化分 66.67 十進化秒

## 小数による時刻や時間
天文分野などでユリウス通日に小数部を付けて、1日よりも短い単位で時刻を表現したり、コンピュータ内での時間の扱いなどで同様にして1日よりも短い時間単位を表現することがある。たとえば0.1日は (24×60×60)×0.1 ＝ 8640 で2時間24分である。なお、ユリウス通日では天文分野の慣例といった理由で、子夜ではなく正午に日付が変わる（通日が ?????.0 になる）。
また、時間の計算で30分や12時間を「0.5時間」「0.5日」と表記する方法も、十進化時間と言える。

## その他の十進化時間
他にもいくつかの十進化時間が提唱されている。
スウォッチ・インターネットタイム1日を千等分している。また、その1つの分割をBeat（ビート）と呼ぶ。
宇宙暦 (Stardate)『スタートレック』の中で使用されている時刻（暦）。日以下を小数部で表現する。
キロ秒・メガ秒ヴァーナー・ヴィンジの『最果ての銀河船団』の作中世界では、秒より長い時間の単位として、もっぱら「キロ秒」「メガ秒」を用いている。1キロ秒 = 16分40秒、1メガ秒 = 11日半とちょっと、である。
また、日にSI接頭語をつけた「ミリ日」「センチ日」といった単位もある。